# Суха Журівка
Суха́ Журі́вка — село Ширяївської селищної громади у Березівському районі Одеської області. Населення становить 163 осіб.

## Населення
Згідно з переписом УРСР 1989 року чисельність наявного населення села становила 182 особи, з яких 80 чоловіків та 102 жінки.
За переписом населення України 2001 року в селі мешкало 165 осіб.

### Мова
Розподіл населення за рідною мовою за даними перепису 2001 року:
| Мова       | Відсоток |
| ---------- | -------- |
| українська | 69,94 %  |
| молдовська | 24,54 %  |
| російська  | 3,68 %   |
| вірменська | 1,23 %   |
| інші       | 0,61 %   |